# Manly Wade Wellman Award
Der Manly Wade Wellman Award for Science Fiction and Fantasy ist ein amerikanischer Literaturpreis, der seit 2014 für Werke aus dem Bereich Science-Fiction und Fantasy an Autoren aus North Carolina verliehen wird. Der Preis ehrt das Andenken des lange Zeit in North Carolina lebenden, 1986 verstorbenen Autors Manly Wade Wellman. Der Preis wird auf Grundlage einer Abstimmung unter den Teilnehmern der einschlägigen Conventions in North Carolina – illogiCon, ConCarolinas, ConTemporal und ConGregate – von der North Carolina Speculative Fiction Foundation jährlich bei der ConGregate vergeben. Nominierte Werke müssen Prosawerke eines in North Carolina ansässigen Autors mit einer Länge von mindestens 25.000 Worten sein, die im vorangegangenen Jahr veröffentlicht wurden.

## Liste der Preisträger
- 2014: Mur Lafferty für The Shambling Guide to New York City
- 2015: Mur Lafferty für Ghost Train to New Orleans
- 2016: John G. Hartness für Raising Hell
- 2017: A. J. Hartley für Steeplejack
- 2018: Gail Z. Martin für Scourge
- 2019: Christopher Ruocchio für Empire of Silence
- 2020: Michael G. Williams für A Fall in Autumn
- 2021: Natania Barron für Queen of None
- 2022: Monica Byrne für The Actual Star
- 2023: Ursula Vernon (schreibt unter dem Pseudonym T. Kingfisher) für  Nettle & Bone
- 2024: Donna Glee Williams für  The Night Field